# Histoire de la science-fiction italienne

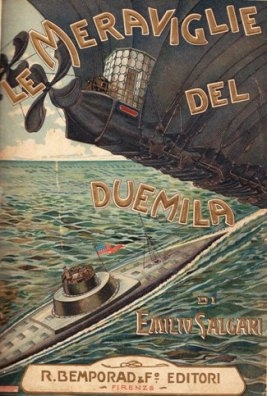
Couverture du roman de Emilio Salgari Le meraviglie del duemila (Bemporad, 1907), Illustration de Carlo Chiostri.

L'histoire de la science-fiction italienne est un parcours varié d'un genre littéraire qui s'est répandu au niveau populaire après la Seconde Guerre mondiale et en particulier depuis le milieu des années 1950, dans le sillage de la littérature américaine et  britannique.
Les plus anciens précurseurs historiques se trouvent cependant dans la littérature du voyage imaginaire et de l'utopie de la Renaissance, voire dans des œuvres plus anciennes comme Il Milione de Marco Polo.
Au milieu du XIXe siècle, des nouvelles et des romans de « fantaisies scientifiques » aussi appelés « histoires incroyables », « fantastiques » ou « aventuristes », « romans du futur » ou « utopiques » ou « contes de demain » apparaissent en Italie dans les suppléments dominicaux des quotidiens, dans les magazines littéraires, en feuilleton par courts épisodes.
À cela s'ajoutent, au début du XXe siècle, les œuvres plus futuristes d'Emilio Salgari, Yambo et Luigi Motta, auteurs de romans-feuilletons de l'époque, imprégnés d'aventures extraordinaires dans des lieux lointains et exotiques, mais aussi les œuvres de personnages célèbres de la « grande » littérature, dont Massimo Bontempelli, Luigi Capuana, Guido Gozzano et Ercole Luigi Morselli.
La naissance officielle du genre en Italie a lieu en 1952, avec la parution des premiers magazines spécialisés, Scienza Fantastica et Urania, et l'apparition du terme « fantascienza », une adaptation en italien du terme de « science-fiction », dont l'« âge d'or » a duré de 1957 à 1960-1962.
Bien que depuis la fin des années 1950 la science-fiction soit devenue l'un des genres les plus populaires en Italie, le succès auprès du public ne s'accompagne pas de celui auprès de la critique. Face à un fandom actif et organisé, à de rares exceptions près, l'élite culturelle italienne est réfractaire ou indifférente à la science-fiction. Même les œuvres de science-fiction d'auteurs de renom comme Dino Buzzati et Primo Levi sont accueillies froidement.
Dans le domaine du cinéma, un bon nombre de titres produits entre les années 1960 et les 1980 relève de la science-fiction. C'est surtout par la satire que le cinéma de science-fiction italien a exprimé son originalité.
Dans le domaine de la télévision, la production des œuvres se cantonne presque exclusivement aux années 1970.

## Premiers précurseurs
La science-fiction ne possède pas une seule définition ; pour de nombreuses œuvres des siècles qui ont précédé le XXe siècle, la question de savoir si elles appartiennent rétrospectivement ou non à ce genre, dans l'ainsi nommée proto-fantaisie, est débattue. Par exemple, Le Livre de Marco Polo (1298) peut être inclus, selon le critique Carlo Pagetti, dans la proto-science-fiction, car la rencontre du Vénitien avec le monde étranger de l'Extrême-Orient a toute la saveur d'un « premier contact ».
Les histoires initiatiques telles que le Songe de Poliphile de Francesco Colonna (1499) contiennent des idées fantastiques semblables à celles de la science-fiction, même si l'on peut les considérer comme des textes plus ésotériques que narratifs. Le Baldus de Teofilo Folengo (1517) contient le récit d'un voyage dans un « autre monde », l'enfer, comme deux siècles auparavant la Divine Comédie (1304-1321) de Dante Alighieri.
Dans son Paradis, Dante décrit en particulier une sorte d'anticipation du voyage spatial, filtré naturellement selon les conceptions cosmologiques du temps, avec l'ascension de son narrateur à travers les sphères célestes de la Lune, les planètes de Mercure à Saturne et de là à la sphère des étoiles fixes et au ciel des anges. L'univers créé par l'allégorie de Dante est parfaitement réel du point de vue de la conscience médiévale, mais il appartient encore à une époque pré-scientifique ; il suffit de considérer que le concept que les planètes sont des corps physiques réels n'est admis qu'à partir des découvertes de Galileo Galilei, grâce à l'invention du télescope.

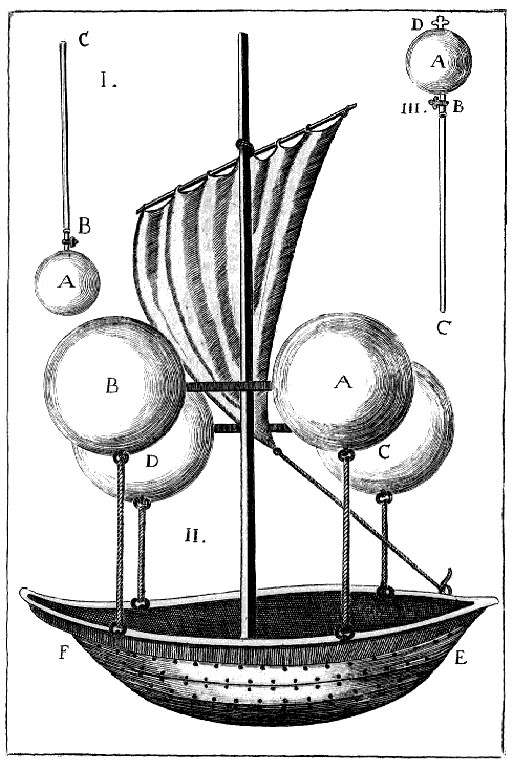
Représentation de l'aéronef de Francesco Lana de Terzi (vers 1670)
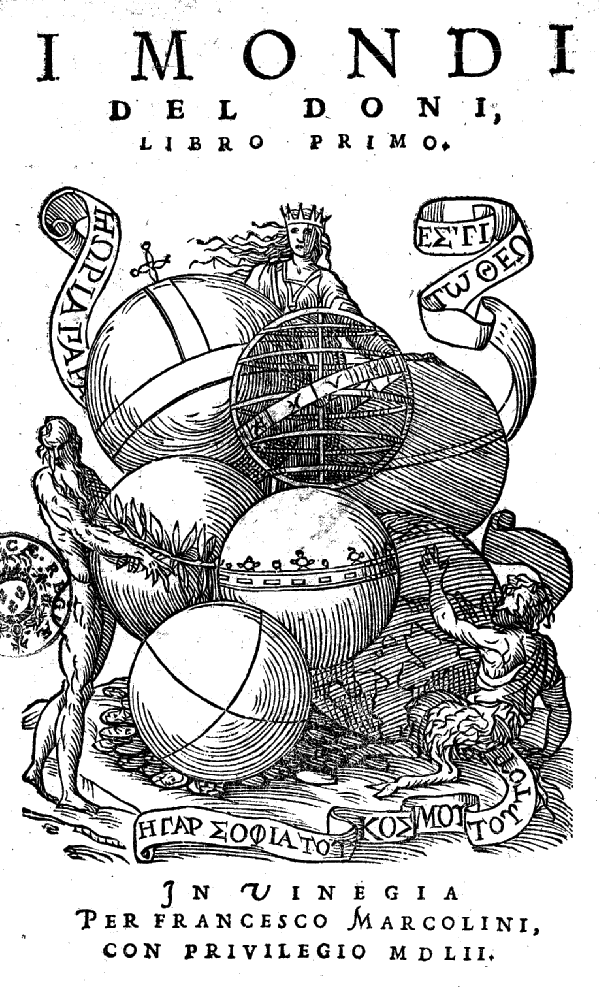
Frontispice de I Mondi (1552) d'Anton Francesco Doni
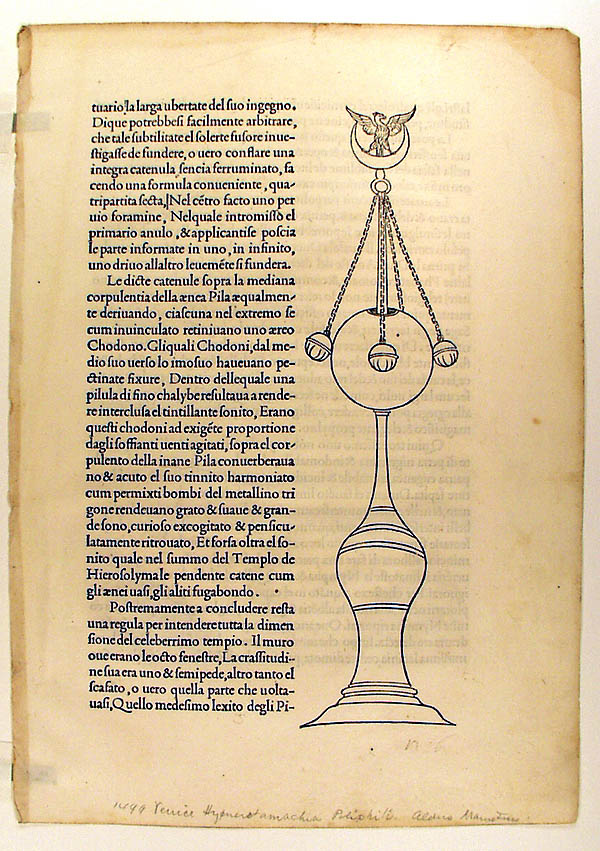
Illustrations de l'édition d'Alde Manuce du Songe de Poliphile de Francesco Colonna (1499)
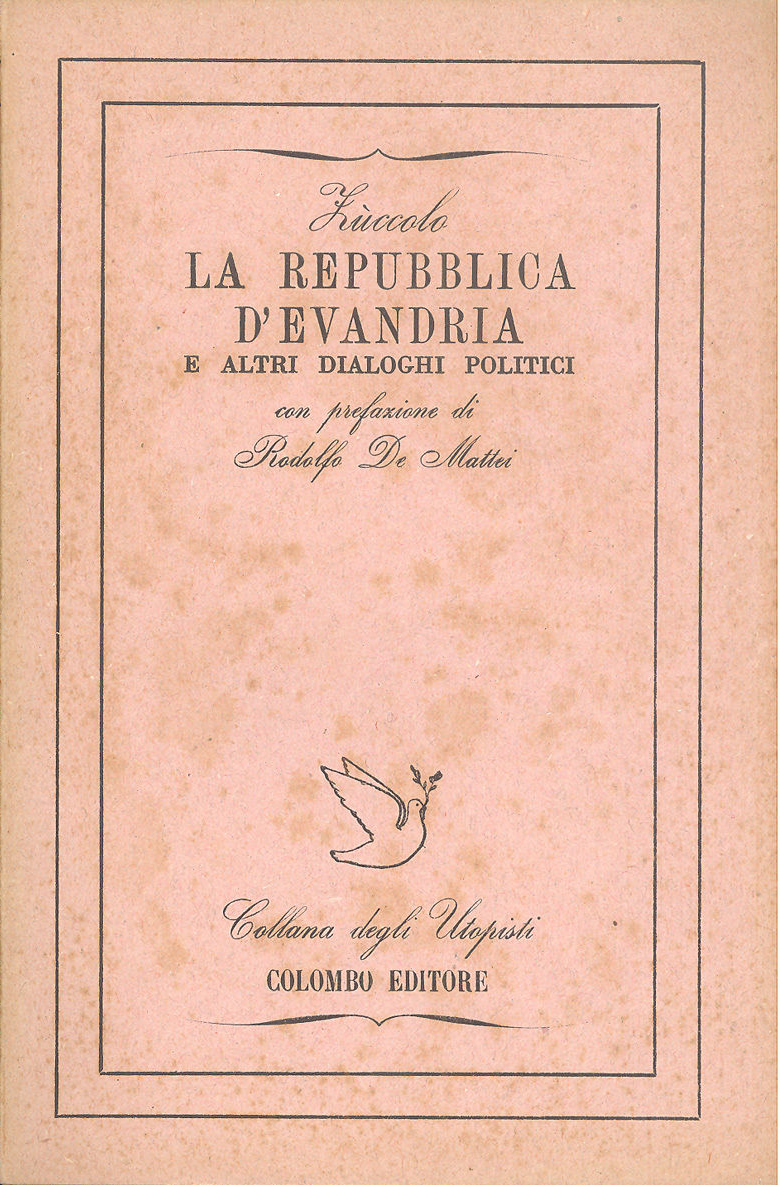
La repubblica d'Evandria (1625) de Ludovico Zuccolo (édition de 1944)

À son tour, Ludovico Ariosto raconte dans son épopée Orlando furioso (1516-1532) le voyage vers la lune de son héros Estout monté sur l'hippogriffe pour retrouver le sens perdu de l'esprit du paladin Roland, dans une grande vallée lunaire où se trouvent les rêves oubliés et les passions perdues.
Les précurseurs les plus anciens de ce qui allait devenir la littérature de science-fiction, presque tous dans la veine qui serait aujourd'hui définie comme politique-fiction se retrouvent plus facilement dans les voyages fantastiques et l'utopie de la Renaissance des XVIe et XVIIe siècles. Ce serait en fait Utopia (1516) de Thomas More, traduit du latin par Ortensio Lando et publié à Venise en 1548 par Anton Francesco Doni qui serait le tremplin de lancement de la littérature fantastique italienne. Il ne s'agit pas d'un récit aventureux ou fabuleux, mais plutôt d'un écrit considéré comme « progressif et révolutionnaire par rapport aux structures sociales, à la mentalité et au contexte historique de l'époque ».
Au moins 150 romans et un grand nombre de contes appartiennent à cette catégorie d'œuvres, en commençant par I Mondi d'Anton Francesco Doni (1552), dans lequel il parle d'une société anarcho-communiste influencée par Thomas More et avec les réminiscences de la République Platonique, La città felice de Francesco Patrizi (1553). L'Isola di Narsida de Matteo Buonamico, La repubblica immaginaria de Ludovico Agostini (1583-90) et La Cité du Soleil (La città del Sole) de Tommaso Campanella (1602), dans laquelle les habitants ont aboli la propriété privée en partageant tout (y compris les femmes) et croient à la religion naturelle, et non au christianisme historique suivie de La repubblica d'Evandria par Ludovico Zuccolo (1625) de La repubblica regia de Fabio Albergati (1627) et de La repubblica delle api de Giovanni Bonifacio (1627).
En 1670, parait Prodromo du jésuite Francesco Lana de Terzi qui comprend la première étude sur les possibilités de vol humain dans l'espace à bord d'un « navire volant ». Cette parution s'avère fondamentale pour les futurs romans sur les voyages spatiaux.
À la fin du XVIIe  et au  XVIIIe siècle, le Siècle des Lumières voit apparaître un vif intérêt pour les mondes exotiques et la décroissance de la production narrative des utopies. Les œuvres sont influencées par celles qui sont françaises et britanniques[8], d'abord par Voltaire avec Candide et Jonathan Swift avec Les Voyages de Gulliver (1721).
Viaggi di Enrico Wanton alle terre incognite australi ed ai regni delle Scimmie e dei Cinocefali (Venise, 1749) de Zacharia Seriman offre une vision satirique de la société vénitienne de l'époque L'uomo d'un altro mondo de Pietro Chiari (1768) semble s'inspirer des romans de Swift et de Montesquieu ; L'ambitieux Icosaméron de Giacomo Casanova publié en français en 1788 mais en partie esquissé en italien est l'une des premières incursions fantastiques dans le centre de la terre, même s'il s'avère être un échec commercial retentissant, au point de mettre l'auteur au bord de la ruine.
L'exemple de l'Arioste est suivi de quelques poèmes d'un genre fantastique, comme La moda (1746) de Giambattista Roberti, Estasi e rapimento sopra la Luna de Archerio Filoseleno (1763) de Biagio Caputi Il mondo della Luna di Diodoro Delfico alias Saverio Bettinelli (1767). Carlo Goldoni explore aussi à sa manière avec le genre, dans Il mondo della luna, un drame ludique en trois actes de 1750, dans lequel un astrologue arnaqueur monte une farce élaborée avec les fins habitants de la Lune.

## Ottocento

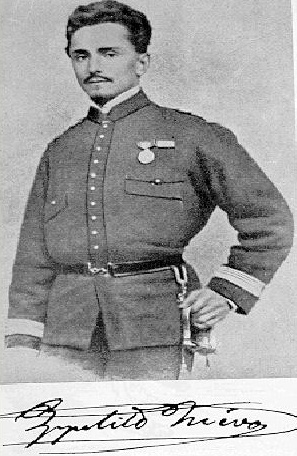
Ippolito Nievo (1831 - 1861), auteur de Storia filosofica dei secoli futuri (1859).

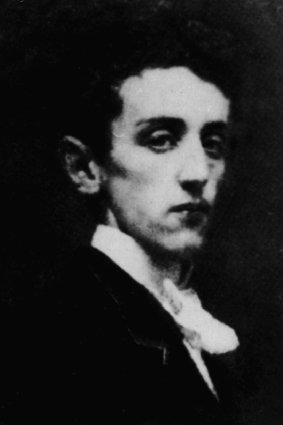
Carlo Dossi (1849-1910), auteur de La colonia felice (1874).

Au XIXe siècle, pendant le Romantisme, la culture italienne, engagée dans la lutte du Risorgimento, n'est pas vraiment impliquée dans les mutations industrielles et scientifiques de l'époque. Il est donc inutile de chercher un correspondant dans la littérature italienne du Frankenstein de Mary Shelley ou dans les histoires d'Edgar Allan Poe et Nathaniel Hawthorne. Néanmoins, Giacomo Leopardi, inspiré par Galilée, trouve un moyen d'aborder la relation entre littérature scientifique et imaginaire. Dans ses Operette morali (1827) figure le  Dialogo tra l'anatomista Federico Ruysch e le sue mummie, renaissant au début d'un nouveau cycle cosmique. Le patriote Federico Confalonieri publie sur le journal scientifique littéraire milanaise Il Conciliatore (1818-1819), une histoire satirique dont le protagoniste est Fric-frac, un habitant de la Lune arrivé sur Terre.
À partir de 1835, des percées scientifiques révolutionnaires sont revendiquées dans les journaux et les brochures du monde entier, attribuées faussement à l'astronome John Herschel, sous le titre de Great Moon Hoax (« grand canular lunaire ») ; une traduction anonyme est publiée à Florence et Naples en 1836. La même année, Un viaggetto nella Luna di N. N. accademico tassoniano attribué à Bartolomeo Veratti est également publié ainsi que Lettera su la ipotesi degli abitanti de' pianeti (« Lettre sur l'hypothèse des habitants des planètes »), un court texte du Père Francesco Bruni qui est lié à la question de la pluralité des mondes. En 1838, paraît Il viaggio nell'universo (« Voyage dans l'Univers ») de Francesco Viganò, puis à Naples, vers 1840 est publiée une série d'estampes intitulée Pulcinella sulla Luna, un voyage fantastique en montgolfière et en 1857   Viaggio alla luna de l'astronome napolitain Ernesto Capocci di Belmonte qui raconte le premier voyage d'une femme sur la lune situé en l'an futuriste 2057.
Ippolito Nievo, auteur de Confessioni d'un italiano (« Les Confessions d'un Italien ») écrit en 1859 Storia filosofica dei secoli futuri, l'une des plus grandes contributions de science-fiction italienne de tout le siècle, une histoire futuriste de l'Italie qui se prolonge jusqu'en 2222. Présentée sous une forme satirique et humoristique, l'œuvre de Nievo, en continuelle oscillation entre utopie et dystopie, touche à des thèmes politiques, sociaux et culturels de grande importance et anticipe de nombreux événements historiques futurs, dont l'Unification italienne, le Canal de Suez, la Colonisation de l'Égypte, la fin du pouvoir temporel des papes, la Guerre franco-allemande de 1870, la première et Seconde Guerre mondiale et la création de l'Union européenne.
Suivent en 1863 I misteri politici della Luna de Guglielmo Folliero de Luna, une allégorie inspirée par les faits politiques qui mènent à l'unité italienne, Abrakadabra, Storia dell'avvenire (1864-1865) de Antonio Ghislanzoni, librettiste de Aida. Le livre raconte une histoire apocalyptique qui se déroule dans le Milan de 1982. Il écrit aussi des histoires humoristiques de science-fiction et les Racconti fantastici (1869) d'Iginio Ugo Tarchetti.
Au cours des années 1870 apparaissent des œuvres inspirées de deux modes : les meraviglie del futuro (« merveilles du futur ») à la façon Jules Verne et la guerra del futuro (« guerre du futur ») ispirée de La battaglia di Dorking (The Battle of Dorking: Reminiscences of a Volunteer) de George Tomkyns Chesney (1871).
L'opuscule datant de 1872 Il racconto di un guardiano di spiaggia traduzione libera di La battaglia di Dorking Capraia 189..., est un court roman de fiction attribué à Carlo Rossi qui, dans le but politique de renforcer la marine royale, imagine une future invasion navale française de l'Italie.
En 1874 sont édités des romans comme Nel 2073! Sogni d'uno stravagante de Agostino Della Sala Spada et La colonia felice de Carlo Dossi, une sorte de roman juridique qui obtient un discret succès éditorial et provoque un débat sur la réclusion carcérale.
Vers la fin de la seconde moitié du XIXe siècle, en même temps que les populaires romans feuilletons, les œuvres de Jules Verne font l'objet d'une traduction massive qui ont une forte influence sur les auteurs italiens dont Emilio Salgari. La célébrité atteinte en Italie par Jules Vergne est célébrée par un sonnet de Guido Gozzano, célèbre adepte du Crépuscularisme.
Le roman d'aventures Dalla Terra alle stelle. Viaggio meraviglioso di due italiani ed un francese (1887) d'Ulisse Grifoni s'inspire des œuvres de Jules Verne par ses digressions de caractère scientifique. Partant du principe du vernis antigravitationnel de H. G. Wells, il imagine la découverte fortuite de cette substance extraordinaire, la construction d'un aéronef et un voyage dans l'espace. Grifoni publie ensuite le roman « sciento-fantastique » Il giro del mondo in 30 giorni (1899) et le « sciento-politique » Dopo il trionfo del socialismo italiano. Sogno di un uomo di cuore (1907), qui, comme diverses œuvres du genre éditées à partir du XIXe siècle, s'inspire du socialisme utopique.

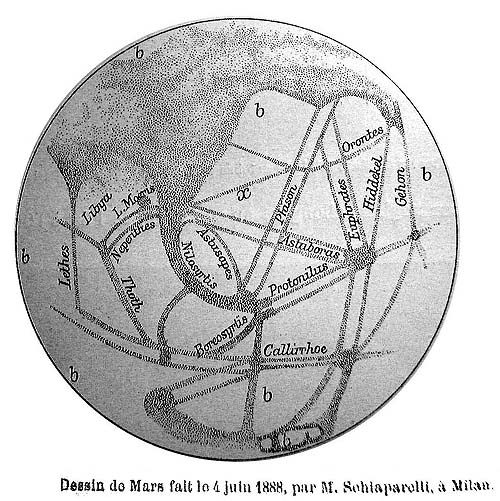
Carte de la planète Mars de Giovanni Schiaparelli (1888) avec les « canaux ».

Entre 1893 et 1895, l’astronome italien Giovanni Schiaparelli publie les observations sur la planète rouge à partir de 1877 dont les traductions mettent en évidence les Canaux martiens dans le monde entier.
Parmi les divers romans de l'époque qui reprennent le thème martien figure Dalla Terra a Marte (1895) de F. Bianchi, publié deux ans plus tôt que La Guerre des mondes (The War of the Worlds) de H. G. Wells, traduit en italien sous le titre La guerra dei mondi en 1901.
Le roman L'anno 3000 - Sogno de Paolo Mantegazza (1897) est une des œuvres écrites en réaction au best seller de 1888 de Edward Bellamy, Guardando indietro, 2000-1887, traduit en italien à partir de 1890. En opposition à l' utopie socialiste de Bellamy, le Sogno de Mantegazza possède un caractère satirique anti socialiste et décrit un voyage d'un jeune couple en l'an 3000, décrivant une utopie technologique qui permettrait de résoudre les problèmes du monde grâce à la science, les vieilles idéologies sont dépassées.
À la fin du XIXe siècle se répand la « scolarizzazione » comme conséquence de l'Unité italienne. Sur le marché éditorial apparaissent deux nouveautés qui perdurent jusqu'aux années 1930. Il s'agit de revues d'aventure et les publications à épisodes de 16 ou 32 pages destinées à l'origine à la diffusion d'œuvres importantes pouvant être reliées par l'acheteur.
Ainsi naît un filon populaire distinct de celui plus cultivé et engagé de Della Sala Spada, Dossi e Grifoni qui s'adresse d'abord à un public adulte, puis plus jeunes au cours des années 1920 et finalement après les années 1930 aux adolescents et jeunes garçons avec des histoires de science-fiction appropriées.
Selon Carlo Pagetti, le fantastique gothique aussi bien dans la sphère du merveilleux que dans l'extravagance semble plus attirer les lecteurs modernes italiens que la rhétorique cognitive de la science-fiction de genre, c'est ainsi que Giacinto Spagnoletti définit la naissante science-fiction de neofantastico (« néo-fantastique »). Les exemples de ce type de «fantastique » sont les œuvres des Scapigliati, qui combattent la tradition et le provincialisme en se diffusant à partir de années 1860 dans l'Italie septentrionale.

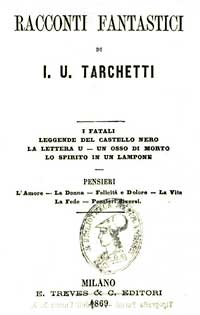
Couverture de Racconti fantastici de Iginio Ugo Tarchetti, 1869.
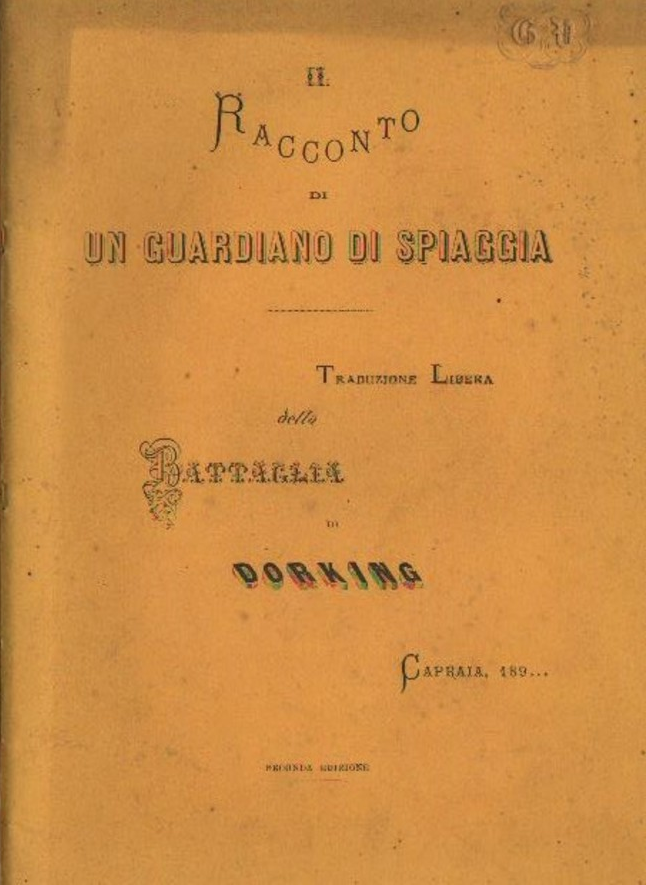
Un guardiano di spiaggia, brochure de 1872 de Carlo Rossi.
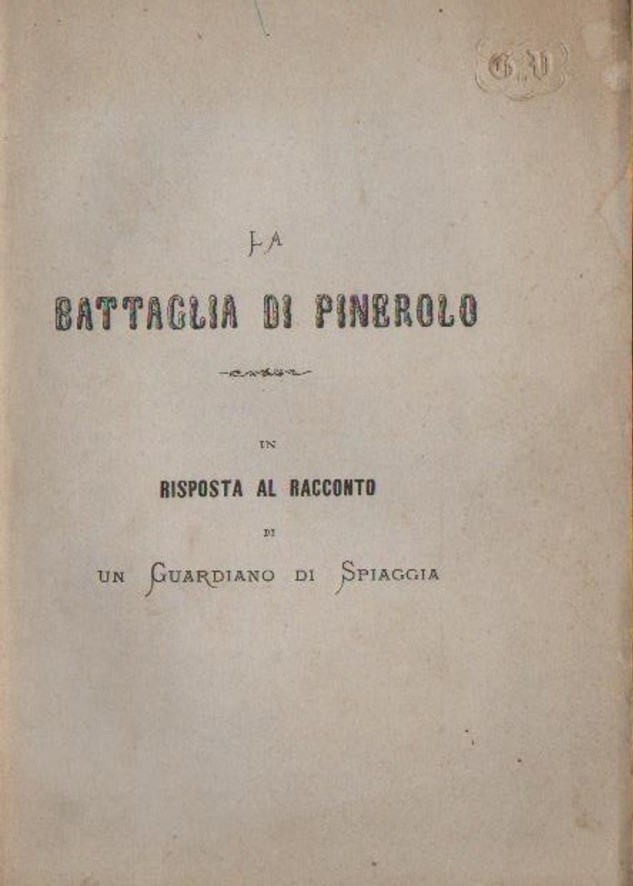
La battaglia di Pinerolo (1872), publiée en réponse à Un guardiano di spiaggia.
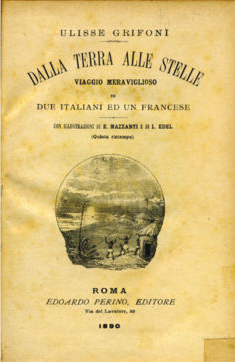
Dalla Terra alle stelle de Ulisse Grifoni (1887). Couverture de l'édition de 1890. Illustrations de Enrico Mazzanti (1850-1910).
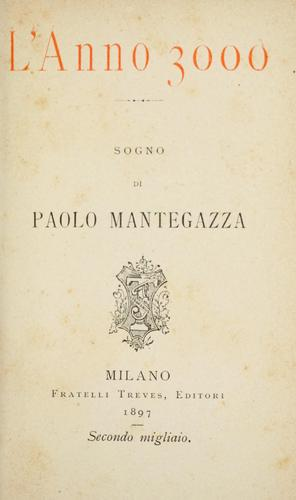
L'anno 3000 - Sogno de Paolo Mantegazza, 1897.

## Début du Novecento

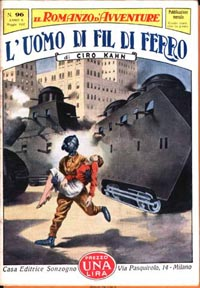
L'uomo di fil di ferro de Ciro Khan (ou Kahn), Il Romanzo d'Avventure, 1932.

À partir des dernières années du XIXe siècle apparaissent en Italie des courts récits et romans de science-fiction dans des suppléments dominicaux de quotidiens, revues littéraires, collections populaires et œuvres anthologiques. Les auteurs font partie des principaux protagonistes de la littérature populaire de l'époque : Emilio Salgari, le principal écrivain du filon des aventures de voyages en territoires exotiques, Yambo et Luigi Motta, ainsi que des personnages de la littérature dite « élevée » comme Massimo Bontempelli, Luigi Capuana, Guido Gozzano, Ercole Luigi Morselli,. La défiance de l'établissement intellectuel humaniste envers la pensée scientifique contribue à freiner la diffusion du genre au cours de la première moitié du XXe siècle. La seule collection qui caractérise pleinement ce genre, dirigée Luigi Motta, apparaît en 1907.
Entre la Première Guerre mondiale et 1952, le récit produit suit deux tendances : d'une part, l'aventure et les voyages extraordinaires, dans lesquels il est difficile de distinguer les contes pour enfants de ceux pour adultes, et d'autre part les « anticipations » de l'avenir utopique.
Bien qu'il n'y ait pas de relation directe entre la science-fiction et le futurisme, ce mouvement d'avant-garde apporte, avec sa glorification de la machine et de la vitesse, une contribution importante à la formation d'une conscience projetée vers l'avenir et le progrès scientifique. L’expérience futuriste, selon P. Antonello, « a sans doute représenté une nouveauté en termes de réception de l'innovation technologique et qui au contraire a produit des exemples intéressants de « romans d'anticipation », parmi lesquels Volt, Fillia et Marinetti ». Dans Mafarka il futurista (1909), Filippo Tommaso Marinetti présente la figure d'un homme artificiel, une machine à voler cyborg, le symbole du nouvel homme.
Rosa Rosà (Edith von Haynau) écrit un premier exemple de science-fiction féministe avec Una donna con tre anime (1918); Volt (Vincenzo Fani Ciotti) pubblie La fine del mondo (1921) qui se déroule en 2197,. En 1929, un collectif d'écrivains futuristes d'avant-garde, avec à leur tête Marinetti et Massimo Bontempelli, le « Groupe des dix » composé de Filippo Tommaso Marinetti, Massimo Bontempelli, Antonio Beltramelli, Lucio D'Ambra, Alessandro De Stefani, Fausto Maria Martini, Guido Milanesi, Alessandro Varaldo, Cesare Giulio Viola et Luciano Zuccoli publie Lo zar non è morto, un roman d'aventures d'espionnage et de politique-fiction écrit à 20 mains.
Pendant les années 1930 et 1940, le régime fasciste met en place une censure qui empêche toute communication avec la culture américaine, ainsi les chefs-d'œuvre de l'âge d'or de la science-fiction américaine ne seront connus qu'à partir des années 1950.
Le premier érudit à étudier la science-fiction en Italie du point de vue critique et philosophique est Antonio Gramsci, dans les  Cahiers de prison, un recueil de notes écrites entre 1929 et 1935 pendant son incarcération et publié à titre posthume de 1948 à 1951. Dans ce recueil, Gramsci aborde entre autres le thème de la « littérature populaire » et du feuilleton, mettant en évidence un « genre » qu'il classe comme roman scientifique d'aventures géographiques, avec comme meilleur représentants  Jules Verne, H. G. Wells et Edgar Allan Poe.
Le fait de ne pas avoir de revues spécialisées en Italie et la dispersion conséquente de la production littéraire dans les magazines de voyages et d'aventures contribue au fait que la science-fiction ne reste qu'une « sous-catégorie littéraire mal définie et encore largement méconnue des lecteurs italiens jusqu'aux années 1950 ».
La première tentative éditoriale en ce sens est due à Armando Silvestri (1909-1990), ingénieur de Palerme déjà actif comme auteur depuis le milieu des années 1920 (La meravigliosa avventura, (1927) ; Il signore della folgore, (1931) et rédacteur en chef du magazine du Ministère de l'Aéronautique, qui, en 1938, propose sans succès le projet d'un magazine de science-fiction tous les quatre mois, à l'exemple de Amazing Stories : Avventure dello spazio, qui aurait dû alterner mensuellement avec trois autres éditions qui se dérouleraient dans les milieux marins, terrestres et aériens. Cependant, l'éditeur n'est pas favorable à cette idée, ainsi seul le magazine aéronautique Avventure del cielo est produit et publié de 1939 à 1943,.

### Salgari

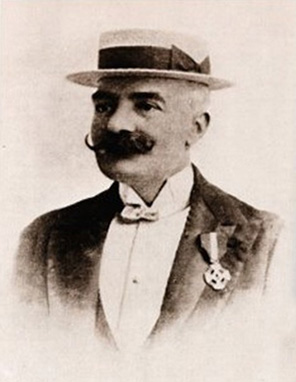
Emilio Salgari (1862-1911)

L'écrivain véronais Emilio Salgari est souvent cité comme l'un des principaux précurseurs de la science-fiction en Italie. Bien qu'à l'époque il était surnommé le « Jules Verne » italien, en réalité Salgari, selon Gianfranco de Turris « n'était pas très intéressé par la spéculation futuriste et se sentait peu concerné par l'ensemble de ses dispositifs et machines qui allaient au-delà de la technologie de son temps ».
Son roman Le meraviglie del duemila (1907) est considéré comme le plus important texte de la science-fiction italienne. C'est l'histoire de deux hommes qui, grâce à la découverte d'un ingrédient actif d'une étrange plante exotique qui suspend les fonctions vitales, réussissent à voyager dans le temps pendant cent ans, de 1903 à 2003, en se retrouvant dans une société profondément transformée ; ils pourront ainsi connaître un monde peuplé de voitures volantes, de trains souterrains et rapides, de villes sous-marines et de nombreuses autres merveilles technologiques. Les hommes du futur rentrent en contact avec les martiens et les deux peuples connaissent le vol interplanétaire. Les protagonistes finissent cependant par périr à cause de la frénésie excessive de la vie du futur et de l'électrification de l'air : un avertissement de Salgari contre les risques cachés dans le progrès scientifique qui situe ce roman plus dans la veine dystopique que dans celle utopique.
L'action des autres œuvres de Salgari se situe à son époque. Néanmoins, plusieurs autres romans salgariens se rapprochent des idées de science-fiction de Jules Verne : Al Polo Nord (1898), un voyage en sous marin, La montagna d'oro (connu comme Il treno volante, (1901), une aventure en dirigeable dans le chœur de l'Afrique noire, I figli dell'aria (1904) et sa suite Il re dell'aria (1907), actions en machines volantes sur fond de guerre russo-japonaise, Alla conquista della Luna (1893) et La stella filante (1903).
La science-fiction est également présente dans deux histoires qui sont particulièrement influencées par les Voyages extraordinaires de Jules Verne, Duemila leghe sotto l'America (1888) connu aussi sous le titre Il tesoro misterioso), une chasse au trésor dans un monde perdu sous terre et L'isola del Mar dei Sargassi (ou L'isola delle sette città).

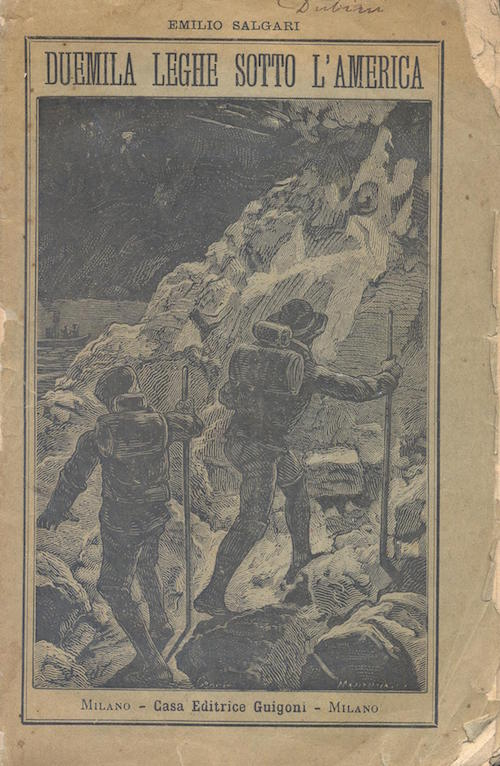
Duemila leghe sotto l'America (1888). Illustration de Quinto Cenni
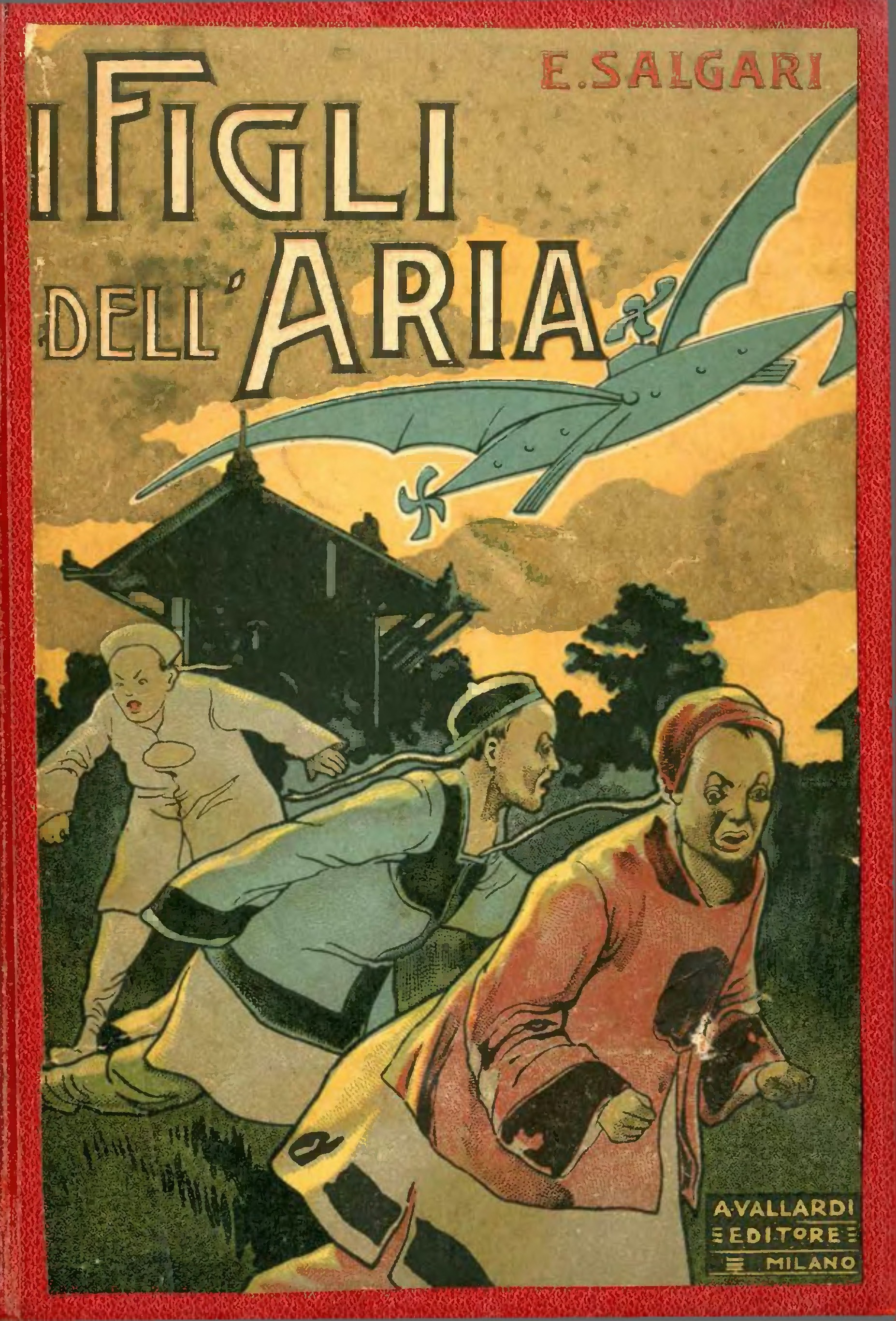
I figli dell'aria (1904). Illustration de Rodolfo Paoletti (1866-1930)
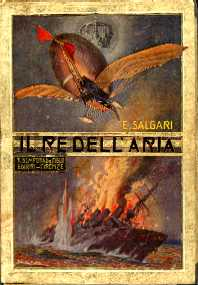
Il re dell'aria (1907), édition de 1924. Illustration de Alberto Della Valle (1851-1928)
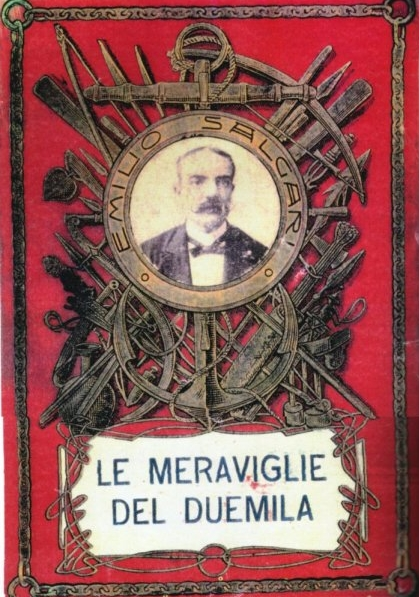
Le meraviglie del duemila, édition de 1907. Illustration de Carlo Chiostri (1863-1939)
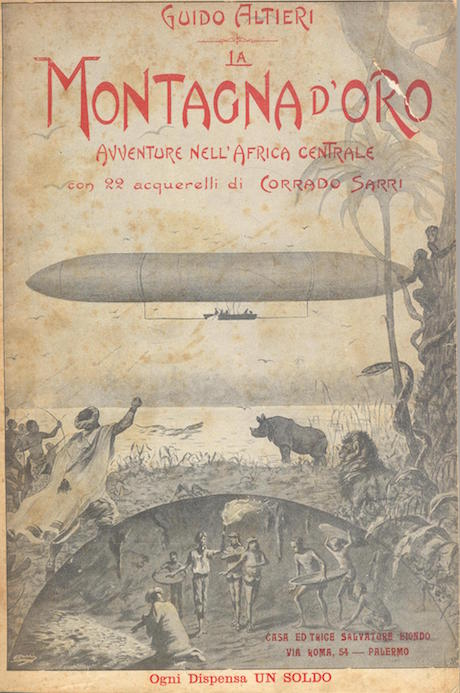
La montagna d'oro, (1911).Illustration de Corrado Sarri (1886-1944)

### Yambo

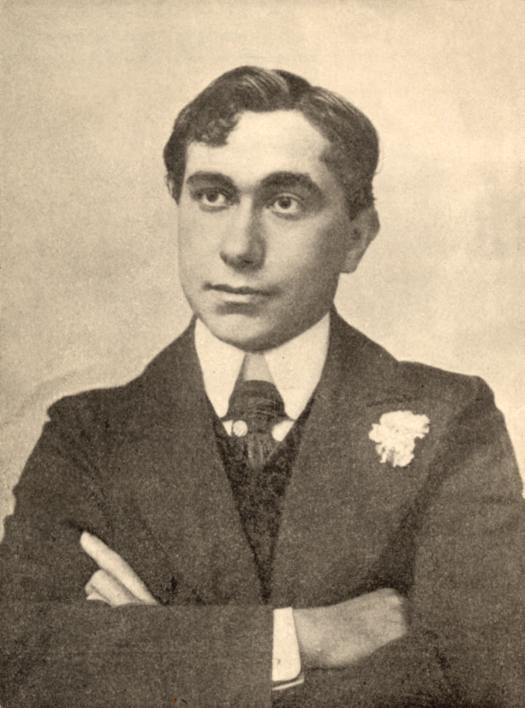
Enrico Novelli (1876-1943), « Yambo »

Enrico de' Conti Novelli da Bertinoro ou Enrico Novelli, connu sous le pseudonyme de Yambo, est un écrivain italien actif au tournant des XIXe  et  XXe siècle, auteur dans la littérature populaire et connu surtout pour ses livres pour enfants, souvent réimprimés tout au long de la première moitié du XXe siècle,.
Personnalité polyvalente (journaliste, illustrateur, écrivain, caricaturiste et réalisateur), il écrit dans divers magazines populaires de voyages et d'aventures sur le modèle de Jules Verne, mais ses œuvres n'ont pas toutes ces notations géographiques et ethnologiques qui sont la marque de Salgari et de Verne. Yambo s'inspire plutôt d'un autre auteur français qui, comme lui, est aussi un illustrateur, Albert Robida, pour sa subtile et paradoxale veine ironique. Yambo a décrit de nombreux voyages extraordinaires comme Due anni in velocipede (1899), Gli eroi del Gladiator, (1900), Capitan Fanfara  Il giro del mondo in automobile (1904), Fortunato per forza! ou Il talismano delle 100.000 disgrazie (1910), (Atlantide - I figli dell'abisso(1901), une expédition en sous-marin à la recherche de l'Atlantide ; dans l'espace Dalla terra alle stelle (1890), Gli esploratori dell'infinito (1906), voyage spatial de deux journalistes philanthropiques dans le  système solaire chevauchant un astéroïde, rencontrant des martiens La colonia lunare (1908), une expédition en aéronef sur la Lune peuplée au fond de ses cratères et au début de sa colonisation, Il re dei mondi (1910), dans l'infiniment petit (L'atomo, (1912) ; chez les  dinosaures (L'uovo di pterodattilo ou L'allevatore di dinosauri, (1926).
Dans Viaggi e avventure attraverso il tempo e lo spazio (1933), un livre partagé entre la science-fiction et la divulgation à un public jeune, il traite de thèmes mystérieux comme celui du continent perdu Atlantide,
Yambo est aussi un précurseur au cinéma italien où il écrit, réalise et interprète le film comédie de science fiction : Un matrimonio interplanetario, un court métrage muet réalisé en 1910 ; et dans les années 1930 dans le domaine de la bande dessinée italienne.

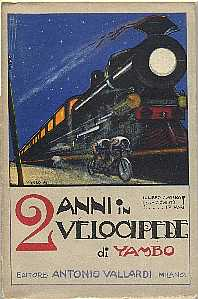
Due anni in velocipede (1899)
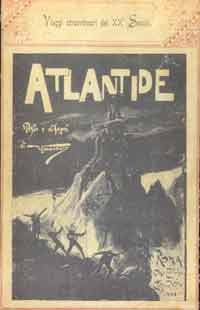
Atlantide (1901)
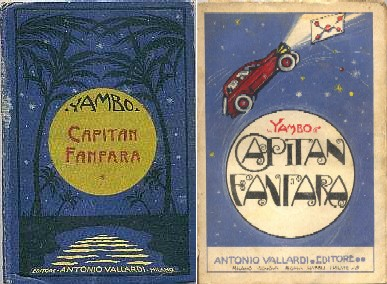
Capitan Fanfara (1904)
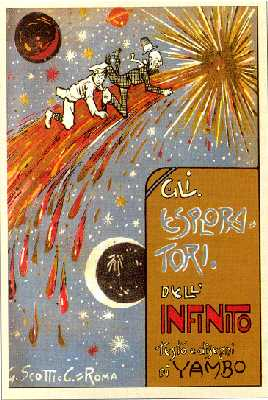
li esploratori dell'infinito (1906)
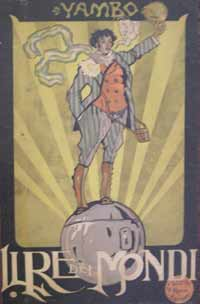
Il re dei mondi (1910)
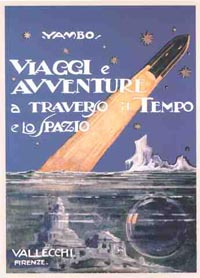
Viaggi e avventure attraverso il tempo e lo spazio (1933)

### Luigi Motta

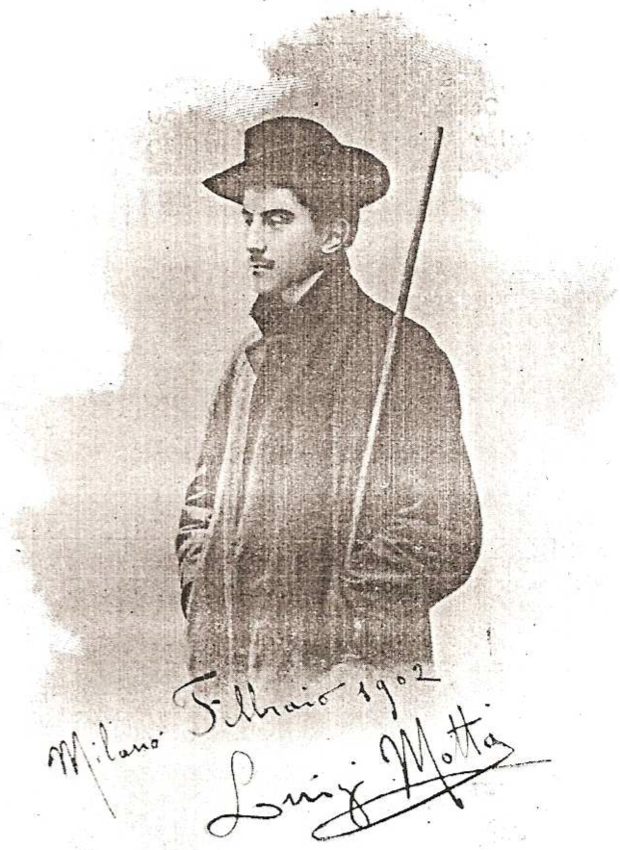
Luigi Motta, illustration du roman 'Il Sahara di ghiaccio, 1904).

Luigi Mottan publie plus d'une centaine de romans d'aventure, dont certains ont été rédigés par des « nègres ». Il s'inspire de Salgari, mais déclare néanmoins qu'il veut donner une orientation scientifique au roman d'aventure en se situant entre Jules Verne et Poe et montre parfois une veine dans ses romans d'aventure et de science-fiction. Parmi ses principales œuvres figurent I flagellatori dell'oceano (1901), Il raggio naufragatore (1903), I misteri del mare indiano (1904), L'onda turbinosa (1908), Gli esploratori degli abissi (1909), La principessa delle rose (1911), Il tunnel sottomarino (1912), Fiamme sul Bosforo (1913), Il vascello aereo (1913), I tesori del Maelstrom (1919), L'aeroplano nero (1924), Il sommergibile fiammeggiante (1924), I giganti dell'infinito (1934), La battaglia dei ciclopi (1935), Il demone dell'oceano (1935), Il naufragatore dell'oceano (1935), L'ombra dei mari (1935), L'isola di ferro (1936), L'impero della Ramavala (1937), L'aereo infernale (1939) et Quando si fermò la Terra (1951).
En particulier, La principessa delle rose, publié en 1911, qui explore le filon des romans de la guerre du futur et prône le réarmement européen face au péril jaune, est un roman de politico-fiction qui situe son action au XXIe siècle. Il décrit le déroulement d'un conflit avec des armes futuristes contre une fédération asiatique ennemie de l'occident.
Luigi Motta publie aussi des œuvres en collaboration avec Calogero Ciancimino, dont la plus connue est Il prosciugamento del Mediterraneo (1923), située alors dans un futur 1956. Il dirige aussi la seule collection de la première moitié du XXe siècle, la Biblioteca fantastica dei giovani italiani (1907), qui publie deux séries de huit brochures de seize pages dédiées aux œuvres de science-fiction, à celles de l'horreur des auteurs italiens écrits parfois sous des pseudonymes étrangers.

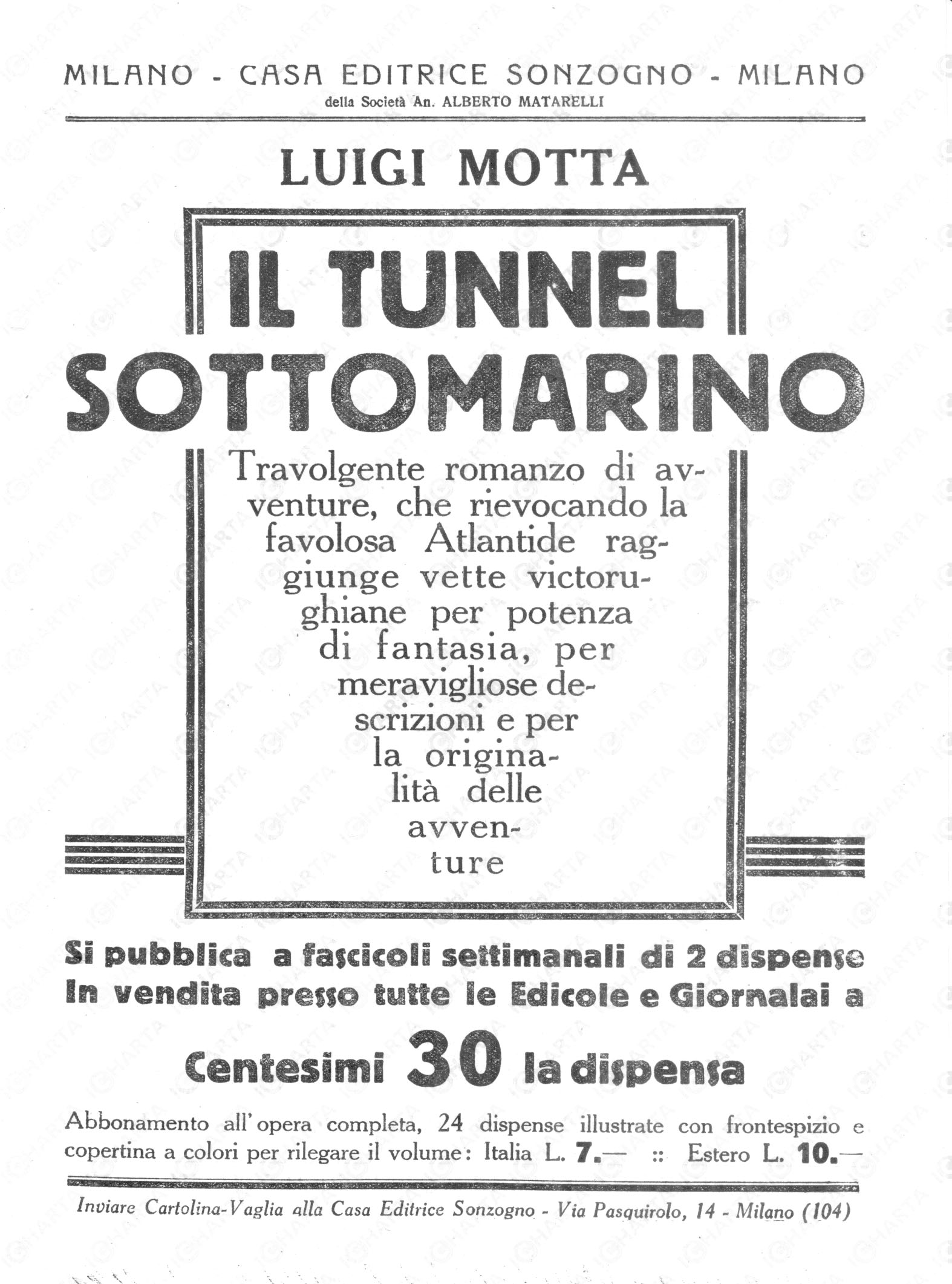
Illustration publicitaire du roman Il tunnel sottomarino, Sonzogno, 1927.
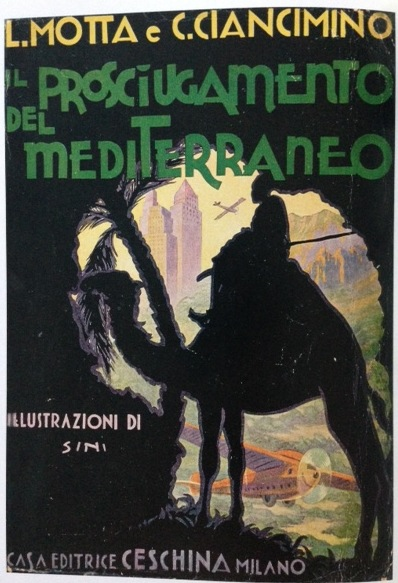
Il prosciugamento del Mediterraneo (1931) signé en collaboration de Calogero Ciancimino. Illustration de Tarquinio Sini.

### Autres auteurs et œuvres du début duXXesiècle

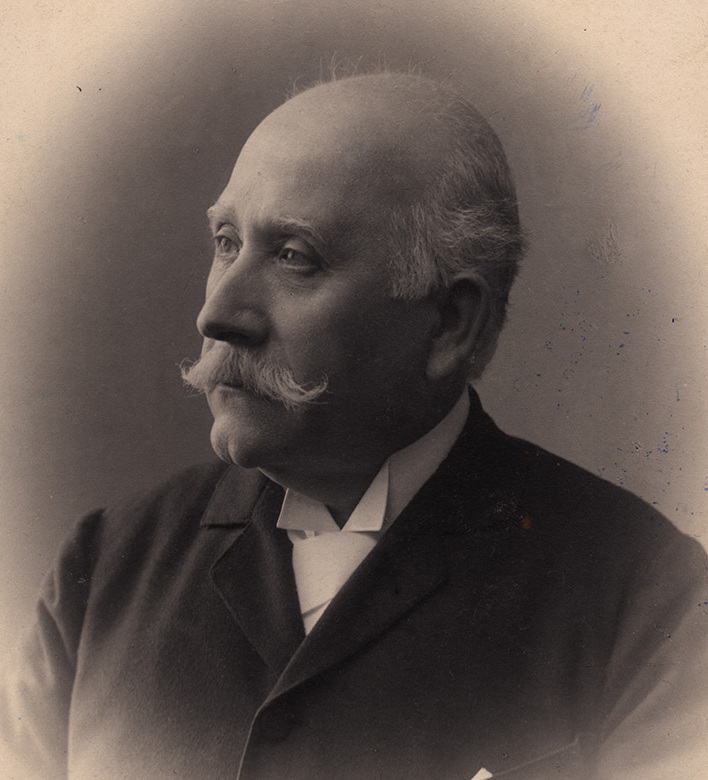
Luigi Capuana

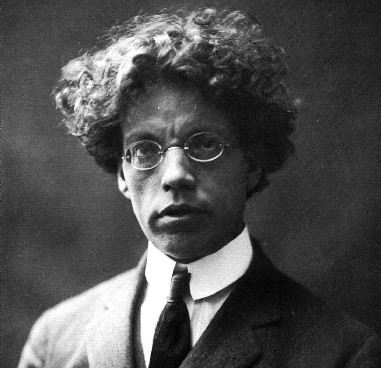
Giovanni Papini

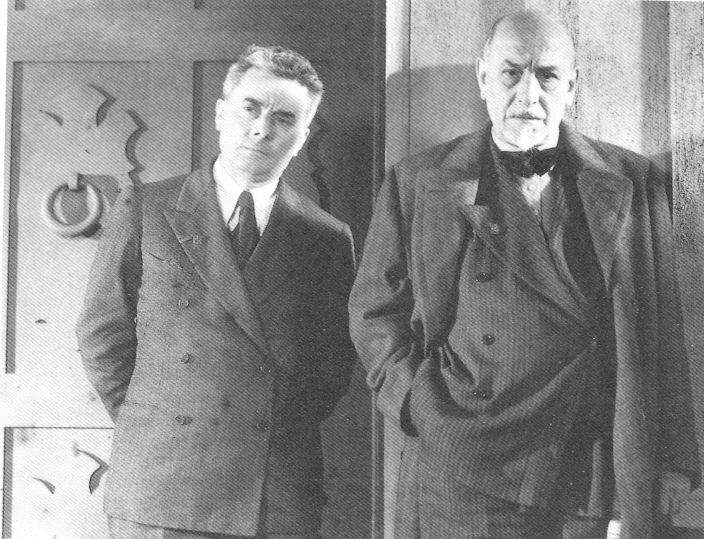
Massimo Bontempelli (gauche) et Luigi Pirandello (droite)

Parmi les autres auteurs importants du début du siècle, il y a Giuseppe Lipparini, qui dans le roman Il signore del tempo (1902) imagine un chronoviseur — l'œuvre est probablement inspirée de La Machine à explorer le temps de H. G. Wells traduite la même année en Italie — et  Giustino Ferri avec La fine del secolo XX (1906). Luigi Capuana contribue au genre avec certains romans fantastiques, dont Nell'isola degli automi (1906), Nel regno delle scimmie, Volando et La città sotterranea (1908), L'acciaio vivente (1913, dans Il Giornale d'Italia).
Après la fin de la Première Guerre mondiale, le filon de l'aventure géographique commence à perdre l'intérêt du public, qui se retourne vers des écrits plus réalistes. Plusieurs auteurs passent alors dans le secteur de la littérature pour la jeunesse, avec des histoires et des romans illustrés, souvent innovants et originaux, comme Giovanni Bertinetti, l'auteur principal d'imitations de Salgari, actif pendant deux décennies à partir du milieu des années 1920, avec Ipergenio il disinventore (1925) et trois romans de 1930, Il gigante dell'apocalisse, un robot volant cyclopéen, Il rotoplano "3bis", une course dans la stratosphère, et Le orecchie di Meo, une réécriture de Pinocchio qui a une suite en 1938.
Parmi les auteurs les plus importants de l'entre-deux-guerres, on compte Alberto Orsi (it) avec L'areostato nero (1918), Nino Salvaneschi (it) avec Sirenide (1921) et La rivolta del 2023 (1924), Renzo Chiosso (it) avec I navigatori del cielo (1925) et La città sottomarina (1940), Gastone Simoni (it) avec La casa nel cielo (1928), La città del sole (1929) et sa seconda partie La barriera invisibile (1929), L'ultimo degli Atlantidi (1932) et de nombreux autres auteurs. Le roman de Ciro Khan L'uomo di fil di ferro (1932) est l'un des tout premiers exemples d'un robot conscient comme personnage principal, de plus rebelle, le tout se déroulant dans une Rome de l'année future 1998.
Les fascicules commencent à être remplacés par des collections à partir de 1920. Parmi celles-ci, on note la collection Il romanzo d'avventure (it) (1924-1936) de l'éditeur Sonzogno (it), dirigée par Guglielmo Stocco (it), qui alterne fréquemment les auteurs italiens et étrangers comme H. G. Wells, Jack London et H. Rider Haggard, bien qu'opérant d'importantes coupes dans leurs textes. Guglielmo Stocco réédite entre autres ses propres romans L'aereonave fantasma (1910), La colonia infernale (1921) à laquelle il ajoute une seconde partie, Il riformatore del mondo (1927), une histoire inspirée de la Colonia felice de Carlo Dossi, qui préfigure les développements imminents du totalitarisme.
Inspiré par les peintures de Giorgio de Chirico, Massimo Bontempelli réécrit en 1923, dans Eva ultima (it), L'Ève future d'Auguste de Villiers de L'Isle-Adam ; cette fois, c'est une femme qui tombe amoureuse d'un androïde, son homme idéal. Massimo Bontempelli revient sur ce thème avec le drame Minnie la candida (1926 ; représenté pour la première fois en 1928), cité comme l'une des histoires les plus originales sur la figure du robot dans la littérature italienne. Même le peintre et écrivain surréaliste Alberto Savinio introduit dans plusieurs œuvres des thèmes expérimentaux et fantastiques ou de science-fiction.
Parmi les écrivains qui abordent le genre, il y a également Luigi Pirandello avec La nuova colonia (1928), un drame de l'écrivain sicilien à fond utopique ; Giovanni Papini avec le roman satirique Gog (1931), Lettere agli uomini del Papa Celestino VI (it) (1946) et Il libro nero - Nuovo diario di Gog (it) (1951) ; Roberto Mandel (it) avec Il volo alle stelle (1931), une expédition aérienne au pôle ; Calogero Ciancimino avec Il prosciugamento del Mediterraneo (1923, cosigné avec Luigi Motta), La nave senza nome (1932), Le bare di granito (1935), Come si fermò la Terra (1936) et de nombreux autres romans ; Virgilio Martini (it) avec Il mondo senza donne (1936) et La Terra senza sole (1948) et qui reviendra au genre bien plus tard avec le satirique L'allegra terza guerra mondiale (1977) ; Eugenio Prandi (it) avec Il sentiero delle ombre (1933) ; Camillo Nessi (it) avec La guerra del 2000 (1935) ; Mario Soldati avec La verità sul caso Motta (it) (1937) ; Corrado Alvaro avec le dystopique L'uomo è forte (1938) et le roman posthume publié en 1957 Belmoro (it) ; Francesco Pestellini avec Mille metri sotto il Sahara (1938) ; Giorgio Scerbanenco avec Il paese senza cielo (it) (1939, paru en feuilleton dans L'Audace), qui reviendra au genre dans les années 1960 avec Il cavallo venduto (1963) et L'anaconda (1966) ; le général Gustavo Reisoli (it) avec l'ouvrage de politique-fiction La disfatta dei mostri (1940), dans la veine de la « guerre future » ; Ada Maria Pellacani (it) avec Il sogno di un pazzo (1940) ; Guido Pusinich (it) avec La fabbrica degli uomini alati (1945) ; Curzio Malaparte avec l'histoire de politique-fiction Storia di domani (it) (1949) ; Emilio Garro (it) avec La fine del mondo (1949) ; Donato Martucci et Uguccione Ranieri avec Lo strano settembre 1950 (it) (1950), un roman satirique et de politique-fiction à succès également traduit à l'étranger.
Tommaso Landolfi publie en 1950 le long récit Cancroregina, journal de la folie d'un astronaute qui, prisonnier de l'astronef vivant « Cancroregina », produit unr réflexion bouleversante sur le sens de la vie,.

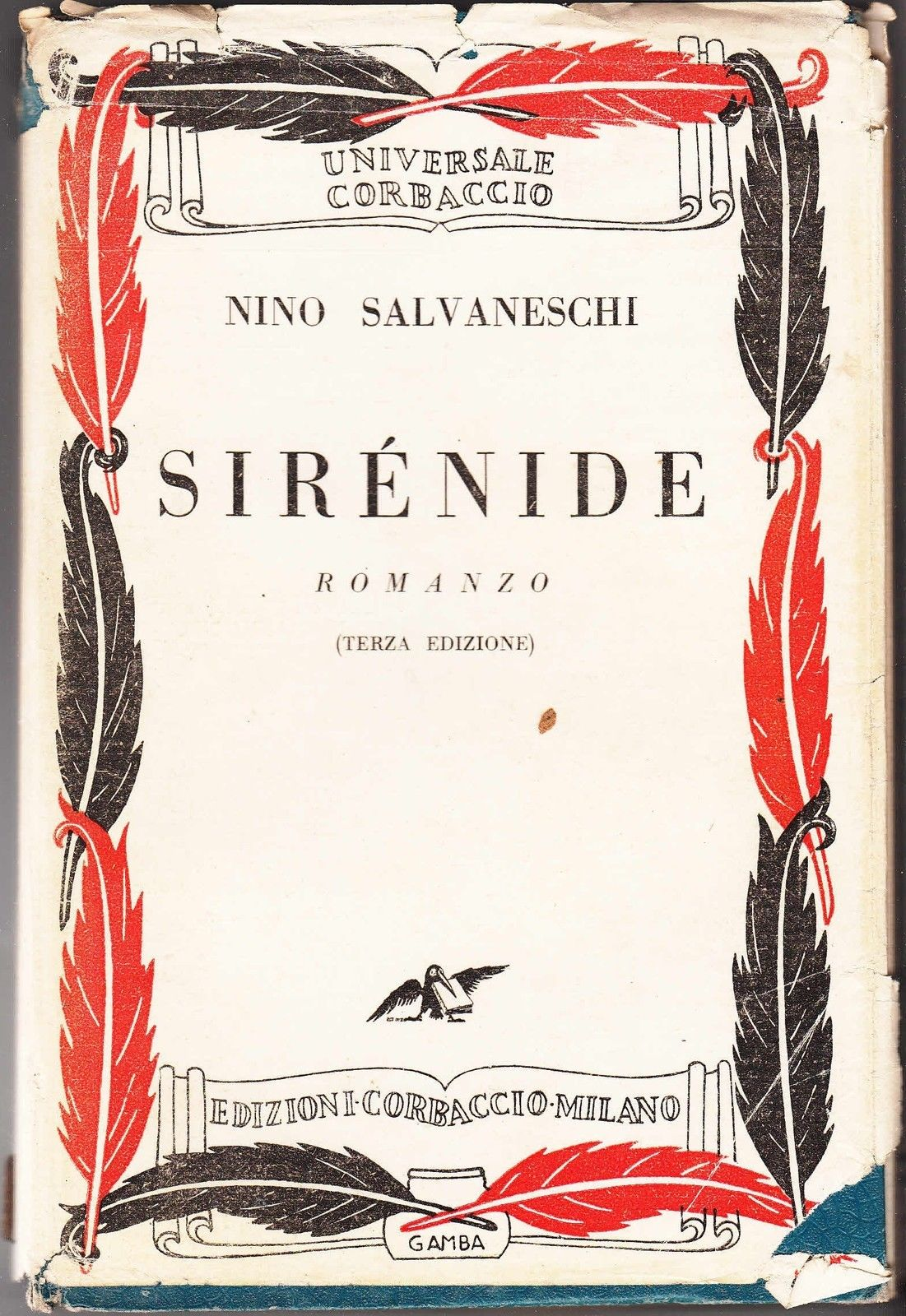
Sirenide (1921) de Nino Salvaneschi (it) (édition de 1929)
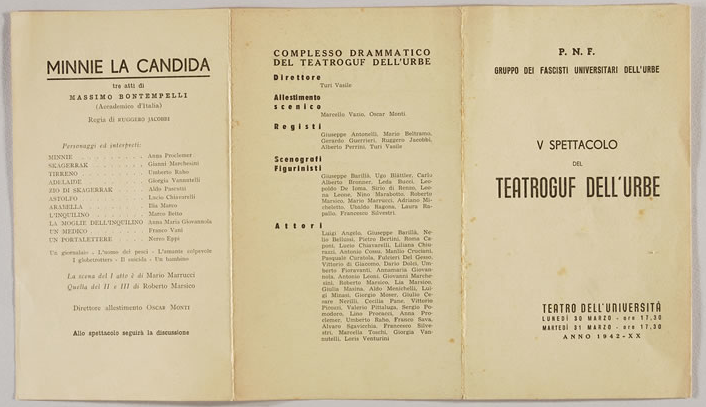
Frontispice du drame Minnie la candida (1926) de Massimo Bontempelli. Mise en scène de Ruggero Jacobbi ; TeatroGUF dell'Urbe.
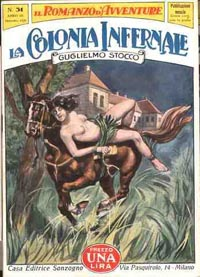
La colonia infernale de Guglielmo Stocco (it), collection Il romanzo d'avventure (it) no 31, Sonzogno, décembre 1926.
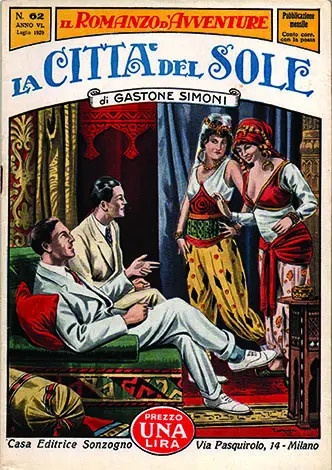
La città del sole de Gastone Simoni (it), Il Romanzo d'Avventure no 62, Sonzogno, 1929.
Il gigante dell'apocalisse de Giovanni Bertinetti, Libri per la Gioventù, S. Lattes & C., 1930. Illustration de Carlo Nicco (1883-1937).
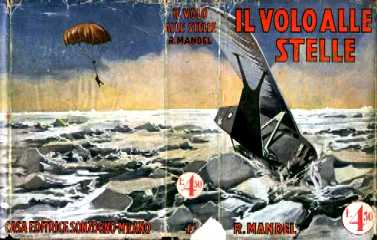
Il volo alle stelle de Roberto Mandel (it), Romantica Mondiale no 42, Sonzogno, 1931.
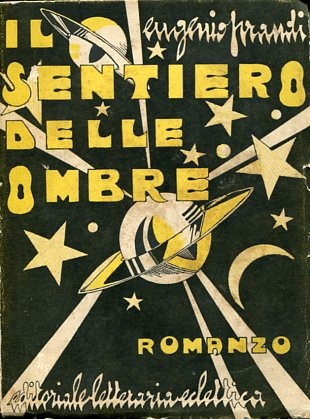
Il sentiero delle ombre d'Eugenio Prandi (it), éditions Letteraria Eclettica, 1933.
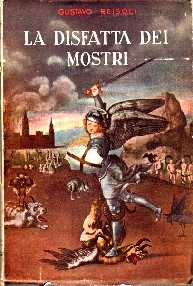
La disfatta dei mostri de Gustavo Reisoli (it), Società Italiana Tipografica, 1940.

### Premières bandes dessinées de science-fiction
À partir de 1934, les thèmes typiques de la science-fiction américaine de l'âge d'or commencent à se diffuser dans l'imaginaire des lecteurs italiens dans la bande dessinée (« fumetto »), davantage que dans la littérature.